# Lista de membros do gabinete de Jair Bolsonaro
Esta lista contém o rol daqueles que integram o gabinete do governo Jair Bolsonaro ordenados pela data em que foram anunciados para seus respectivos cargos.

## Gabinete de ministros

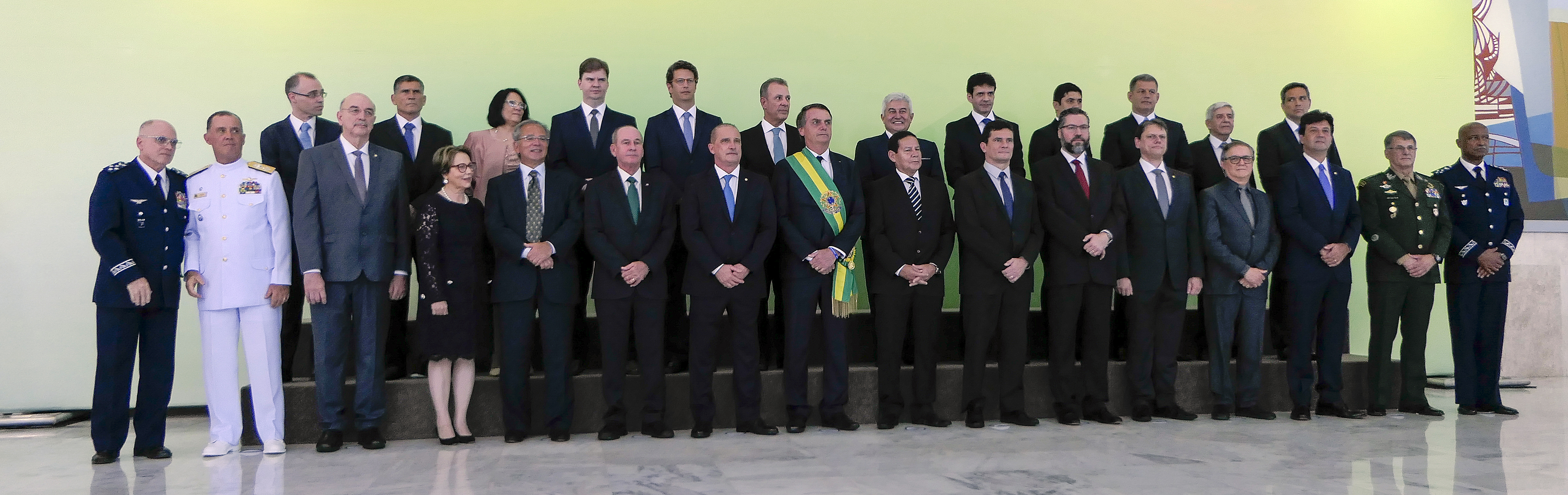
O Gabinete Jair Bolsonaro contando com os Comandantes das Forças Armadas e o Chefe do EMCFA.

| Cargo | Incumbente | Incumbente                        | Partido           | Tomou posse no dia                                     | Até o dia               | Ref           |
| --- | ---------- | --------------------------------- | ----------------- | ------------------------------------------------------ | ----------------------- | ------------- |
| Casa Civil |            | Onyx Lorenzoni                    | DEM               | 1 de janeiro de 2019                                   | 14 de fevereiro de 2020 | [ 1 ]         |
| Casa Civil |            | Walter Braga Netto                | —                 | 18 de fevereiro de 2020                                | 29 de março de 2021     | [ 2 ]         |
| Casa Civil |            | Luiz Eduardo Ramos                | —                 | 29 de março de 2021                                    | 28 de julho de 2021     |               |
| Casa Civil |            | Ciro Nogueira                     | PP                | 4 de agosto de 2021                                    | 31 de dezembro de 2022  | [ 3 ]         |
| Ministério da Economia |            | Paulo Guedes                      | —                 | 1 de janeiro de 2019                                   | 31 de dezembro de 2022  | [ 1 ]         |
| Ministério do Trabalho e Previdência Social                                                                                      |            | Onyx Lorenzoni                    | DEM / UNIÃO / PL  | 1 de janeiro de 2019                                   | 31 de março de 2022     | [ 4 ]         |
| Ministério do Trabalho e Previdência Social                                                                                      |            | José Carlos Oliveira              | —                 | 31 de março de 2022                                    | 31 de dezembro de 2022  | [ 5 ]         |
| Ministério da Ciência, Tecnologia e Inovações                                                                                    |            | Marcos Pontes                     | PL                | 1 de janeiro 2019                                      | 31 de março de 2022     | [ 6 ]         |
| Ministério da Ciência, Tecnologia e Inovações                                                                                    |            | Paulo César Alvim                 | —                 | 31 de março de 2022                                    | 1 de janeiro de 2023    | [ 7 ]         |
| Ministério das Comunicações |            | Fábio Faria                       | PSD / PP          | 17 de junho de 2020                                    | 21 de dezembro de 2022  | [ 8 ] [ 9 ]   |
| Ministério das Comunicações |            | Maria Estella Dantas (interina)   |                   | 21 de dezembro de 2022                                 | 31 de dezembro de 2022  | [ 9 ]         |
| Ministério da Justiça e Segurança Pública                                                                                        |            | Sergio Moro                       | —                 | 1 de janeiro de 2019                                   | 24 de abril de 2020     | [ 10 ]        |
| Ministério da Justiça e Segurança Pública                                                                                        |            | André Mendonça                    | —                 | 29 de abril de 2020                                    | 29 de março de 2021     | [ 11 ]        |
| Ministério da Justiça e Segurança Pública                                                                                        |            | Anderson Torres                   | PSL / UNIÃO       | 29 de março de 2021                                    | 31 de dezembro de 2022  | [ 12 ]        |
| Ministério da Agricultura, Pecuária e Abastecimento                                                                              |            | Tereza Cristina                   | DEM / UNIÃO / PP  | 1 de janeiro de 2019                                   | 30 de março de 2022     | [ 13 ]        |
| Ministério da Agricultura, Pecuária e Abastecimento                                                                              |            | Marcos Montes                     | PSD               | 31 de março de 2022                                    | 31 de dezembro de 2022  | [ 14 ]        |
| Gabinete de Segurança Institucional                                                                                              |            | Augusto Heleno                    | Patriota          | 1 de janeiro de 2019                                   | 31 de dezembro de 2022  | [ 15 ]        |
| Ministério da Defesa |            | Fernando Azevedo e Silva          | —                 | 1 de janeiro de 2019                                   | 29 de março de 2021     | [ 16 ]        |
| Ministério da Defesa |            | Walter Braga Netto                | PL                | 29 de março de 2021                                    | 1 de abril de 2022      | [ 17 ]        |
| Ministério da Defesa |            | Paulo Sérgio Nogueira de Oliveira | —                 | 1 de abril de 2022                                     | 31 de dezembro de 2022  | [ 18 ]        |
| Ministério das Relações Exteriores                                                                                               |            | Ernesto Araújo                    | —                 | 1 de janeiro de 2019                                   | 29 de março de 2021     | [ 19 ]        |
| Ministério das Relações Exteriores                                                                                               |            | Carlos França                     | —                 | 6 de abril de 2021                                     | 31 de dezembro de 2022  | [ 20 ]        |
| Banco Central do Brasil |            | Roberto Campos Neto               | —                 | 28 de fevereiro de 2019                                | 31 de dezembro de 2024  | [ 21 ]        |
| Controladoria-Geral da União |            | Wagner Rosário                    | —                 | 31 de maio de 2017                                     | 31 de dezembro de 2022  | [ 22 ]        |
| Ministério da Saúde |            | Luiz Henrique Mandetta            | DEM               | 1 de janeiro de 2019                                   | 16 de abril de 2020     | [ 23 ]        |
| Ministério da Saúde |            | Nelson Teich                      | —                 | 17 de abril de 2020                                    | 15 de maio de 2020      | [ 24 ]        |
| Ministério da Saúde |            | Eduardo Pazuello                  | —                 | 16 de maio de 2020                                     | 23 de março de 2021     | [ 25 ]        |
| Ministério da Saúde |            | Marcelo Queiroga                  | —                 | 23 de março de 2021                                    | 31 de dezembro de 2022  |               |
| Advocacia-Geral da União |            | André Mendonça                    | —                 | 1 de janeiro de 2019                                   | 27 de abril de 2020     | [ 26 ]        |
| Advocacia-Geral da União |            | José Levi Mello                   | —                 | 29 de abril de 2020                                    | 29 de março de 2021     | [ 27 ]        |
| Advocacia-Geral da União |            | André Mendonça                    | —                 | 20 de março de 2021                                    | 6 de agosto de 2021     | [ 28 ]        |
| Advocacia-Geral da União |            | Bruno Bianco Leal                 |                   | 6 de agosto de 2021                                    | 31 de dezembro de 2022  | [ 29 ]        |
| Secretaria-Geral da Presidência da República                                                                                     |            | Gustavo Bebianno                  | PSL               | 1 de janeiro de 2019                                   | 18 de fevereiro de 2019 | [ 30 ]        |
| Secretaria-Geral da Presidência da República                                                                                     |            | Floriano Peixoto Vieira Neto      | —                 | 18 de fevereiro de 2019                                | 20 de junho de 2019     | [ 32 ]        |
| Secretaria-Geral da Presidência da República                                                                                     |            | Jorge Oliveira                    | —                 | 21 de junho de 2019                                    | 31 de dezembro de 2020  | [ 33 ]        |
| Secretaria-Geral da Presidência da República                                                                                     |            | Pedro Cesar Sousa (interino)      | —                 | 7 de outubro de 2020                                   | 12 de fevereiro de 2021 | [ 34 ]        |
| Secretaria-Geral da Presidência da República                                                                                     |            | Onyx Lorenzoni                    | DEM               | 12 de fevereiro de 2021                                | 28 de julho de 2021     | [ 35 ]        |
| Secretaria-Geral da Presidência da República                                                                                     |            | Luiz Eduardo Ramos                | —                 | 28 de julho de 2021                                    | 31 de dezembro de 2022  | [ 3 ]         |
| Ministério da Educação |            | Ricardo Vélez Rodríguez           | —                 | 1 de janeiro de 2019                                   | 8 de abril de 2019      | [ 36 ]        |
| Ministério da Educação |            | Abraham Weintraub                 | —                 | 8 de abril de 2019                                     | 20 de junho de 2020     | [ 37 ] [ 38 ] |
| Ministério da Educação |            | Carlos Decotelli                  | —                 | 25 de junho de 2020                                    | 30 de junho 2020        | [ 39 ]        |
| Ministério da Educação |            | Antonio Paulo Vogel (interino)    | —                 | 20 de junho de 2020 e novamente em 30 de junho de 2020 | 20 de junho de 2020     | [ 40 ]        |
| Ministério da Educação |            | Milton Ribeiro                    | —                 | 16 de julho de 2020                                    | 28 de março de 2022     | [ 41 ]        |
| Ministério da Educação |            | Victor Godoy Veiga                | —                 | 29 de março de 2022                                    | 31 de dezembro de 2022  | [ 42 ]        |
| Secretaria de Governo |            | Carlos Alberto dos Santos Cruz    | —                 | 1 de janeiro de 2019                                   | 13 de junho de 2019     | [ 43 ]        |
| Secretaria de Governo |            | Luiz Eduardo Ramos                | —                 | 13 de junho de 2019                                    | 29 de março de 2021     | [ 44 ]        |
| Secretaria de Governo |            | Flávia Arruda                     | PL                | 20 de março de 2021                                    | 31 de março de 2022     | [ 45 ]        |
| Secretaria de Governo |            | Célio Faria Júnior                | —                 | 31 de março de 2022                                    | 31 de dezembro de 2022  | [ 46 ]        |
| Ministério da Infraestrutura |            | Tarcísio de Freitas               | Republicanos      | 1 de janeiro de 2019                                   | 31 de março de 2022     | [ 47 ]        |
| Ministério da Infraestrutura |            | Marcelo Sampaio                   | —                 | 31 de março de 2022                                    | 31 de dezembro de 2022  | [ 48 ]        |
| Ministério do Desenvolvimento Regional                                                                                           |            | Gustavo Canuto                    | —                 | 1 de janeiro de 2019                                   | 11 de fevereiro de 2020 | [ 49 ]        |
| Ministério do Desenvolvimento Regional                                                                                           |            | Rogério Marinho                   | PSDB / PL         | 11 de fevereiro de 2020                                | 31 de março de 2022     | [ 50 ]        |
| Ministério do Desenvolvimento Regional                                                                                           |            | Daniel Duarte Ferreira            | —                 | 31 de março de 2022                                    | 31 de dezembro de 2022  | [ 51 ]        |
| Ministério da Cidadania |            | Osmar Terra                       | MDB               | 1 de janeiro de 2019                                   | 14 de fevereiro de 2020 | [ 52 ]        |
| Ministério da Cidadania |            | Onyx Lorenzoni                    | DEM               | 18 de fevereiro de 2020                                | 12 de fevereiro de 2021 | [ 2 ]         |
| Ministério da Cidadania |            | João Roma                         | REP / PL          | 12 de fevereiro de 2021                                | 31 de março de 2022     | [ 35 ]        |
| Ministério da Cidadania |            | Ronaldo Vieira Bento              | —                 | 31 de março de 2022                                    | 31 de dezembro de 2022  | [ 53 ]        |
| Ministério do Turismo |            | Marcelo Álvaro Antônio            | PSL               | 1 de janeiro de 2019                                   | 9 de dezembro de 2020   | [ 54 ]        |
| Ministério do Turismo |            | Gilson Machado Neto               | PSC / PL          | 9 de dezembro de 2020                                  | 31 de março de 2022     | [ 55 ]        |
| Ministério do Turismo |            | Carlos Alberto Gomes de Brito     | —                 | 31 de março de 2022                                    | 31 de dezembro de 2022  | [ 56 ]        |
| Ministério de Minas e Energia |            | Bento Albuquerque                 | —                 | 1 de janeiro de 2019                                   | 11 de maio de 2022      | [ 57 ]        |
| Ministério de Minas e Energia |            | Adolfo Sachsida                   | ---               | 11 de maio de 2022                                     | 1 de janeiro de 2023    | [ 58 ]        |
| Ministério da Mulher, da Família e dos Direitos Humanos                                                                          |            | Damares Alves                     | PP / Republicanos | 1 de janeiro de 2019                                   | 30 de março de 2022     | [ 59 ]        |
| Ministério da Mulher, da Família e dos Direitos Humanos                                                                          |            | Cristiane Britto                  | Republicanos      | 30 de março de 2022                                    | 31 de dezembro de 2022  | [ 56 ]        |
| Ministério do Meio Ambiente |            | Ricardo Salles                    | NOVO              | 1 de janeiro de 2019                                   | 23 de junho de 2021     | [ 60 ]        |
| Ministério do Meio Ambiente |            | Joaquim Alvaro Pereira Leite      | —                 | 23 de junho de 2021                                    | 31 de dezembro de 2022  | [ 61 ]        |
| Extraordinário de Coordenação do Gabinete de Transição Governamental (criado em novembro de 2022 para a Transição Governamental) |            | Geraldo Alckmin                   | PSB               | 1 de novembro de 2022                                  | 22 de dezembro de 2022  | [ 62 ]        |

## Nomeações para outros órgãos do governo
| Cargo                                                                                             | Nome                                                                | Partido                     | Anunciado no dia            | Ref                         |
| Justiça e Segurança Pública                                                                       | Justiça e Segurança Pública                                         | Justiça e Segurança Pública | Justiça e Segurança Pública | Justiça e Segurança Pública |
| ------------------------------------------------------------------------------------------------- | ------------------------------------------------------------------- | --------------------------- | --------------------------- | --------------------------- |
| Polícia Federal                                                                                   | Maurício Valeixo                                                    | –                           | 11 de Julho de 2019         | [ 63 ]                      |
| Polícia Federal                                                                                   | Alexandre Ramagem                                                   | –                           | 28 de abril de 2020         | [ 64 ]                      |
| Polícia Federal                                                                                   | Rolando Alexandre                                                   | –                           | 4 de Maio de 2020           | [ 65 ]                      |
| Departamento de Recuperação de Ativos e Cooperação Jurídica Internacional                         | Erika Marena                                                        | –                           | 20 de novembro de 2018      | [ 66 ]                      |
| Departamento de Recuperação de Ativos e Cooperação Jurídica Internacional                         | Silvia Amélia Fonseca de Oliveira                                   | –                           | 23 de Julho de 2020         | [ 67 ]                      |
| Subchefia para Assuntos Jurídicos da Presidência da República                                     | Jorge Oliveira (Deixou o cargo ao tomar posse na Secretaria-Geral)  | –                           | 23 de novembro de 2018      | [ 68 ]                      |
| Subchefia para Assuntos Jurídicos da Presidência da República                                     | Humberto Fernandes de Moura                                         | –                           | 26 de Março de 2020         | [ 69 ]                      |
| Secretaria de Operações Policiais Integradas, do Ministério da Justiça                            | Rosalvo Franco                                                      | –                           | 26 de novembro de 2018      | [ 70 ]                      |
| Secretaria de Operações Policiais Integradas, do Ministério da Justiça                            | Gilson Libório de Oliveira Mendes                                   | –                           | 3 de Agosto de 2020         | [ 71 ]                      |
| Departamento Penitenciário Nacional                                                               | Fabiano Bordignon                                                   | –                           | 26 de novembro de 2018      | [ 70 ]                      |
| Departamento Penitenciário Nacional                                                               | Tânia Fogaça                                                        | –                           | 14 de Maio de 2020          | [ 72 ]                      |
| Secretaria Nacional de Políticas sobre Drogas                                                     | Luiz Roberto Beggiora                                               | –                           | 30 de novembro de 2018      | [ 73 ]                      |
| Secretaria Executiva do Ministério da Justiça                                                     | Luiz Pontel                                                         | –                           | 4 de dezembro de 2018       | [ 74 ]                      |
| Secretaria Executiva do Ministério da Justiça                                                     | Tércio Tokano                                                       | –                           | 7 de Maio de 2020           | [ 75 ]                      |
| Secretaria Nacional de Segurança Pública                                                          | Guilherme Theophilo                                                 | PSDB / PODE                 | 4 de dezembro de 2018       | [ 74 ]                      |
| Secretaria Nacional de Segurança Pública                                                          | Coronel Carlos Alberto de Araújo Gomes                              | –                           | 20 de Maio em 2020          | [ 76 ]                      |
| Secretaria Nacional de Defesa do Consumidor                                                       | Luciano Benetti Timm                                                | –                           | 7 de dezembro de 2018       | [ 77 ]                      |
| Secretaria Nacional de Defesa do Consumidor                                                       | Juliana Domingues                                                   | –                           | 3 de Agosto de 2020         | [ 78 ]                      |
| Secretaria Nacional de Defesa do Consumidor                                                       | Pedro Aurélio de Queiroz                                            | –                           | 9 de Setembro de 2020       | [ 79 ]                      |
| Polícia Rodoviária Federal                                                                        | Adriano Furtado                                                     | –                           | 7 de dezembro de 2018       | [ 80 ]                      |
| Polícia Rodoviária Federal                                                                        | Eduardo Aggio de Sá                                                 | –                           | 22 de Maio de 2020          | [ 81 ]                      |
| Secretaria Nacional de Justiça                                                                    | Maria Hilda Marsiaj Pinto                                           | –                           | 17 de dezembro de 2018      | [ 82 ]                      |
| Secretaria Nacional de Justiça                                                                    | Vladimir Passos de Freitas                                          | –                           | 3 de Março de 2020          | [ 83 ]                      |
| Secretaria Nacional de Justiça                                                                    | Claudio de Castro Panoeiro                                          | –                           | 8 de Junho de 2020          | [ 84 ]                      |
| Secretaria Nacional de Proteção e Defesa Civil                                                    | Alexandre Lucas                                                     | –                           | 20 de dezembro de 2018      | [ 85 ]                      |
| Forças Armadas                                                                                    |                                                                     |                             |                             |                             |
| Exército Brasileiro                                                                               | Comandante General Edson Leal Pujol                                 | –                           | 21 de novembro de 2018      | [ 86 ]                      |
| Exército Brasileiro                                                                               | Comandante General Paulo Sérgio Nogueira                            | –                           | 31 de Março de 2021         | [ 87 ]                      |
| Marinha do Brasil                                                                                 | Comandante Almirante de Esquadra Ilques Barbosa Junior              | –                           | 21 de novembro de 2018      | [ 88 ]                      |
| Marinha do Brasil                                                                                 | Comandante Almirante de Esquadra Almir Garnier Santos               | –                           | 31 de Março de 2021         | [ 87 ]                      |
| Força Aérea Brasileira                                                                            | Comandante Tenente-Brigadeiro do Ar Antônio Carlos Moretti Bermudez | –                           | 21 de novembro de 2018      | [ 89 ]                      |
| Força Aérea Brasileira                                                                            | Comandante Tenente-Brigadeiro do Ar Carlos Baptista Junior          | –                           | 31 de Março de 2021         | [ 87 ]                      |
| Estado Maior Conjunto das Forças Armadas                                                          | Tenente-Brigadeiro do Ar Raul Botelho                               | –                           | 23 de novembro de 2018      | [ 90 ]                      |
| Economia                                                                                          |                                                                     |                             |                             |                             |
| Secretaria do Tesouro Nacional                                                                    | Mansueto Almeida                                                    | –                           | 15 de novembro de 2018      | [ 91 ]                      |
| Secretaria do Tesouro Nacional                                                                    | Bruno Funchal                                                       | –                           | 15 de Julho de 2020         | [ 92 ]                      |
| Instituto de Pesquisa Econômica Aplicada                                                          | Carlos von Doellinger                                               | –                           | 22 de novembro de 2018      | [ 93 ]                      |
| Secretaria de Desestatização e Desimobilização, do Ministério da Economia                         | Salim Mattar                                                        | –                           | 23 de novembro de 2018      | [ 94 ]                      |
| Secretaria de Desestatização e Desimobilização, do Ministério da Economia                         | Diogo Mac Cord                                                      | –                           | 13 Agosto de 2020           | [ 95 ]                      |
| Programa de Parceria de Investimentos                                                             | Maynard Marques Santa Rosa                                          | –                           | 27 de novembro de 2018      | [ 96 ]                      |
| Programa de Parceria de Investimentos                                                             | Bruno Grossi                                                        | –                           | 3 de Janeiro de 2020        | [ 97 ]                      |
| Secretaria da Receita Federal                                                                     | Marcos Cintra                                                       | PL                          | 3 de Dezembro de 2018       | [ 98 ]                      |
| Secretaria da Receita Federal                                                                     | José Barroso Tostes Neto                                            | –                           | 20 de setembro de 2019      | [ 99 ]                      |
| Secretaria de Comércio Exterior e Relações Internacionais                                         | Marcos Troyjo                                                       | -                           | 30 de novembro de 2018      | [ 100 ]                     |
| Secretaria de Comércio Exterior e Relações Internacionais                                         | Roberto Fendt                                                       | -                           | 15 de Maio de 2020          | [ 101 ]                     |
| Secretaria Geral da Fazenda                                                                       | Waldery Rodrigues Júnior                                            | -                           | 8 de dezembro de 2018       | [ 102 ]                     |
| Secretário-geral adjunto da Fazenda                                                               | Esteves Colnago                                                     | PSD                         | 8 de dezembro de 2018       | [ 102 ]                     |
| Secretaria Geral de Desburocratização, Gestão e Governo Digital                                   | Paulo Uebel                                                         | -                           | 8 de dezembro de 2018       | [ 102 ]                     |
| Secretaria Geral de Desburocratização, Gestão e Governo Digital                                   | Caio Andrade                                                        | -                           | 13 de Agosto de 2020        | [ 95 ]                      |
| Secretário-geral adjunto de Desburocratização, Gestão e Governo Digital                           | Gleisson Cardoso Rubin                                              | -                           | 8 de dezembro de 2018       | [ 102 ]                     |
| Secretaria Executiva da Economia                                                                  | Marcelo Guaranys                                                    | -                           | 8 de dezembro de 2018       | [ 102 ]                     |
| Secretaria Geral de Produtividade e Competitividade                                               | Carlos da Costa                                                     | -                           | 8 de dezembro de 2018       | [ 102 ]                     |
| Secretaria Especial da Previdência                                                                | Rogerio Marinho                                                     | PSDB                        | 8 de dezembro de 2018       | [ 102 ]                     |
| Secretaria Especial da Previdência                                                                | Bruno Bianco Leal                                                   | –                           | 6 de fevereiro de 2020      | [ 103 ]                     |
| Secretário adjunto da Previdência                                                                 | Leonardo Rolim                                                      | –                           | 11 de dezembro de 2018      | [ 104 ]                     |
| Assessor Especial de Empreendedorismo e Desburocratização do ministro da Economia                 | Guilherme Afif Domingos                                             | PSD                         | 13 de dezembro de 2018      | [ 105 ]                     |
| Secretaria de Desenvolvimento da Infraestrutura                                                   | Diogo Mac Cord                                                      | -                           | 15 de dezembro de 2018      | [ 106 ]                     |
| Secretaria de Desenvolvimento da Infraestrutura                                                   | Gustavo Leipnitz Ene                                                | -                           | 28 de Agosto de 2018        | [ 107 ]                     |
| Secretário de Política Econômica                                                                  | Adolfo Sachsida                                                     | -                           | 27 de dezembro de 2018      | [ 108 ]                     |
| Secretário-adjunto da Secretaria de Especial de Produtividade, Emprego e Competitividade          | Igor Calvet                                                         | -                           | 27 de dezembro de 2018      | [ 108 ]                     |
| Secretário-adjunto da Secretaria de Especial de Produtividade, Emprego e Competitividade          | Alexandre Messa Peixoto da Silva                                    | -                           | 7 de Novembro de 2019       | [ 109 ]                     |
| Secretaria de Defesa da Concorrência                                                              | Cesar Mattos                                                        | -                           | 27 de dezembro de 2018      | [ 108 ]                     |
| Secretaria de Defesa da Concorrência                                                              | Geanluca Lorenzon                                                   | -                           | 27 de Maio de 2020          | [ 110 ]                     |
| Secretaria de Política de Emprego                                                                 | Fernando Holanda Barbosa                                            | -                           | 27 de dezembro de 2018      | [ 108 ]                     |
| Secretaria de Indústria e Inovação                                                                | Caio Megale                                                         | -                           | 27 de dezembro de 2018      | [ 108 ]                     |
| Secretaria de Indústria e Inovação                                                                | Vago                                                                | -                           | Desde 26 de Julho de 2020   | [ 111 ] [ 112 ]             |
| Secretaria especial adjunta de Comércio Exterior e Assuntos Internacionais                        | Yana Dumaresq                                                       | -                           | 2 de janeiro de 2019        | [ 113 ]                     |
| Secretaria de Comércio Exterior                                                                   | Lucas Ferraz                                                        | -                           | 2 de janeiro de 2019        | [ 113 ]                     |
| Secretaria de Assuntos Econômicos Internacionais                                                  | Erivaldo Alfredo Gomes                                              | -                           | 2 de janeiro de 2019        | [ 113 ]                     |
| Secretário-executivo da Câmara de Comércio Exterior                                               | Marcos Degaut                                                       | -                           | 2 de janeiro de 2019        | [ 113 ]                     |
| Estatais                                                                                          |                                                                     |                             |                             |                             |
| Banco Nacional de Desenvolvimento Econômico e Social                                              | Joaquim Levy                                                        | –                           | 7 de Janeiro de 2019        | [ 114 ]                     |
| Banco Nacional de Desenvolvimento Econômico e Social                                              | Gustavo Henrique Moreira Montezano                                  | –                           | 17 de junho de 2019         | [ 115 ]                     |
| Petrobras                                                                                         | Roberto Castello Branco                                             | –                           | 19 de novembro de 2018      | [ 116 ]                     |
| Banco do Brasil                                                                                   | André Brandão                                                       | –                           | 22 de novembro de 2018      | [ 117 ]                     |
| Caixa Econômica Federal                                                                           | Pedro Guimarães                                                     |                             | 22 de novembro de 2018      | [ 118 ]                     |
| Caixa Econômica Federal                                                                           | Daniella Marques                                                    | –                           | 29 de junho de 2022         | [ 119 ]                     |
| Infraero                                                                                          | Brigadeiro Hélio Paes de Barros                                     | –                           | 13 de dezembro de 2018      | [ 120 ]                     |
| Agricultura                                                                                       |                                                                     |                             |                             |                             |
| Secretaria Executiva do Ministério da Agricultura                                                 | Marcos Montes                                                       | PSD                         | 27 de novembro de 2018      | [ 121 ]                     |
| Secretaria Especial de Assuntos Fundiários                                                        | Luiz Antônio Nabhan Garcia                                          | PTB                         | 18 de dezembro de 2018      | [ 122 ]                     |
| Secretaria de Defesa Sanitária                                                                    | José Guilherme Tollstadius Leal                                     | –                           | 18 de dezembro de 2018      | [ 122 ]                     |
| Secretaria de Política Agrícola                                                                   | Eduardo Sampaio Marques                                             | –                           | 18 de dezembro de 2018      | [ 122 ]                     |
| Secretaria de Política Agrícola                                                                   | Cesar Halum                                                         | REP                         | 19 de Junho de 2020         | [ 123 ]                     |
| Secretaria de Comércio e Relações Internacionais                                                  | Orlando Leite Ribeiro                                               | –                           | 18 de dezembro de 2018      | [ 122 ]                     |
| Secretaria da Aquicultura e Pesca                                                                 | Jorge Seif                                                          | PL                          | 18 de dezembro de 2018      | [ 122 ]                     |
| Secretaria de Agricultura Familiar e Cooperativismo                                               | Fernando Henrique Kohlmann Schwanke                                 | –                           | 18 de dezembro de 2018      | [ 122 ]                     |
| Ciência, Tecnologia e Comunicação                                                                 |                                                                     |                             |                             |                             |
| Secretário-executivo do Ministério de Ciência e Tecnologia                                        | Julio Semeghini                                                     | PSDB                        | 2 de janeiro de 2019        | [ 124 ]                     |
| Secretário-executivo do Ministério de Ciência e Tecnologia                                        | Major Leônidas de Araújo                                            | –                           | 23 de Dezembro de 2020      | [ 125 ]                     |
| Secretário-executivo Adjunto do Ministério de Ciência e Tecnologia                                | Carlos Alberto Flora Baptistucci                                    | –                           | 2 de janeiro de 2019        | [ 124 ]                     |
| Secretário de Pesquisa e Formação do Ministério de Ciência e Tecnologia                           | Marcelo Marcos Morales                                              | –                           | 2 de janeiro de 2019        | [ 124 ]                     |
| Secretário de Empreendedorismo e Inovação do Ministério de Ciência e Tecnologia                   | Paulo Cesar Rezende de Carvalho Alvim                               | –                           | 2 de janeiro de 2019        | [ 124 ]                     |
| Secretário de Planejamento, Cooperação, Projetos e Controle do Ministério de Ciência e Tecnologia | Tenente Brigadeiro Antonio Franciscangelis Neto                     | –                           | 2 de janeiro de 2019        | [ 124 ]                     |
| Secretário de Planejamento, Cooperação, Projetos e Controle do Ministério de Ciência e Tecnologia | Marcelo Gomes Meirelles                                             | –                           | 20 de Outubro de 2020       | [ 126 ]                     |
| Comunicações                                                                                      |                                                                     |                             |                             |                             |
| Secretário Executivo do Ministério das Comunicações                                               | Vitor Elisio Góes de Oliveira Menezes                               | –                           | 21 de Dezembro de 2020      | [ 127 ]                     |
| Secretário Executivo do Ministério das Comunicações                                               | Vitor Menezes                                                       | –                           | 29 de Setembro de 2020      | [ 128 ]                     |
| SECOM                                                                                             | Fábio Wajngarten                                                    | –                           | 14 de Maio de 2019          | [ 129 ]                     |
| Secretário de Rádio Difusão                                                                       | Eli Chaves Gurgel do Amaral                                         | –                           | 2 de janeiro de 2018        | [ 124 ]                     |
| Secretário de Rádio Difusão                                                                       | Wilson Diniz Wellisch                                               | –                           | 14 de Maio de 2020          | [ 130 ]                     |
| Secretário de Rádio Difusão                                                                       | Maximiliano Salvadori Martinhão                                     | –                           | 29 de Setembro de 2020      | [ 131 ]                     |
| Secretário de Telecomunicações                                                                    | Vitor Elisio Góes de Oliveira Menezes                               | –                           | 2 de janeiro de 2018        | [ 124 ]                     |
| Secretário de Telecomunicações                                                                    | Artur Coimbra                                                       | –                           | 29 de Setembro de 2020      | [ 128 ]                     |
| Secretário de Telecomunicações                                                                    | José Afonso Cosmo Júnior                                            | –                           | 8 de Fevereiro de 2021      | [ 132 ]                     |
| Relações Exteriores e Diplomacia                                                                  |                                                                     |                             |                             |                             |
| Secretário Geral das Relações Exteriores                                                          | Otávio Brandelli                                                    | –                           | 5 de dezembro de 2018       | [ 133 ]                     |
| Subsecretário-geral de Meio Ambiente, Energia, Ciência e Tecnologia                               | José Antônio Marcondes de Carvalho                                  | –                           | 2 de janeiro de 2018        | [ 134 ]                     |
| Subsecretária-geral das Comunidades Brasileiras e de Assuntos Consulares e Jurídicos              | Maria Dulce Silva Barros                                            | –                           | 2 de janeiro de 2018        | [ 134 ]                     |
| Subsecretário-geral da Ásia e do Pacífico                                                         | Henrique da Silveira Sardinha Pinto                                 | –                           | 2 de janeiro de 2018        | [ 134 ]                     |
| Subsecretário-geral da África e do Oriente Médio                                                  | José Luiz Machado e Costa                                           | –                           | 2 de janeiro de 2018        | [ 134 ]                     |
| Subsecretário-geral da África e do Oriente Médio                                                  | Fernando José Marroni de Abreu                                      | –                           | 12 de Julho de 2018         | [ 135 ]                     |
| Subsecretário-geral de Cooperação Internacional, Promoção Comercial e Temas Culturais             | Santiago Irazabal Mourão                                            | –                           | 2 de janeiro de 2018        | [ 134 ]                     |
| Subsecretário-geral da América Latina e do Caribe                                                 | Paulo Estivallet de Mesquita                                        | –                           | 2 de janeiro de 2018        | [ 134 ]                     |
| Subsecretário-geral de Assuntos Políticos Multilaterais, Europa e América do Norte                | Nelson Antonio Tabajara de Oliveira                                 | –                           | 2 de janeiro de 2018        | [ 134 ]                     |
| Subsecretário-geral de Assuntos Políticos Multilaterais, Europa e América do Norte                | Fernando Simas Magalhães                                            | –                           | 10 de Abril de 2018         | [ 136 ]                     |
| Subsecretário-geral de Assuntos Econômicos e Financeiros                                          | Ronaldo Costa Filho                                                 | –                           | 2 de janeiro de 2018        | [ 134 ]                     |
| Subsecretário-geral do Serviço Exterior                                                           | João Pedro Corrêa Costa                                             | –                           | 2 de janeiro de 2018        | [ 134 ]                     |
| Diretora-geral do Instituto Rio Branco                                                            | Gisela Maria Figueiredo Padovan                                     | –                           | 2 de janeiro de 2018        | [ 134 ]                     |
| Diretora-geral do Instituto Rio Branco                                                            | Maria Stela Pompeu Brasil Frota                                     | –                           | 1 de Junho de 2019          | [ 137 ]                     |
| Agência Brasileira de Promoção de Exportações e Investimentos                                     | Alex Carreiro                                                       | –                           | 3 de Janeiro de 2019        | [ 138 ]                     |
| Agência Brasileira de Promoção de Exportações e Investimentos                                     | Mario Vilalva                                                       | –                           | 12 de janeiro de 2019       | [ 134 ]                     |
| Agência Brasileira de Promoção de Exportações e Investimentos                                     | Sergio Segovia                                                      | –                           | 6 de Maio de 2019           | [ 139 ]                     |
| Cidadania                                                                                         |                                                                     |                             |                             |                             |
| Secretaria de Esportes, do Ministério da Cidadania                                                | Marco Aurélio Costa Vieira                                          | –                           | 30 de novembro de 2018      | [ 140 ]                     |
| Secretaria de Esportes, do Ministério da Cidadania                                                | General Décio dos Santos                                            | –                           | 30 de Abril de 2019         | [ 141 ]                     |
| Secretaria de Esportes, do Ministério da Cidadania                                                | Marcelo Magalhães                                                   | –                           | 11 de Março de 2020         | [ 142 ]                     |
| Secretaria de Desenvolvimento Social                                                              | Lelo Coimbra                                                        | MDB                         | 20 de dezembro de 2018      | [ 143 ]                     |
| Secretaria de Desenvolvimento Social                                                              | Sérgio Queiroz                                                      | –                           | 10 de Março de 2020         | [ 144 ]                     |
| Secretaria Executiva do Ministério da Cidadania                                                   | Tatiana Alvarenga                                                   | –                           | 20 de dezembro de 2018      | [ 143 ]                     |
| Secretaria Executiva do Ministério da Cidadania                                                   | Antônio José Junior                                                 | –                           | 24 de Março de 2020         | [ 145 ]                     |
| Saúde                                                                                             |                                                                     |                             |                             |                             |
| Secretaria Executiva do Ministério da Saúde                                                       | João Gabbardo dos Reis                                              | –                           | 2 de janeiro de 2019        | [ 146 ]                     |
| Secretaria Executiva do Ministério da Saúde                                                       | Eduardo Pazuello                                                    | –                           | 22 de Abril de 2020         | [ 147 ]                     |
| Secretaria Executiva do Ministério da Saúde                                                       | Coronel Elcio Franco Filho                                          | –                           | 4 de Julho de 2020          | [ 148 ]                     |
| Secretaria de Gestão de Trabalho e Educação em Saúde, do Ministério da Saúde                      | Mayra Pinheiro                                                      | PSDB / NOVO / PL            | 6 de dezembro de 2018       | [ 149 ]                     |
| Secretaria de Atenção à Saúde                                                                     | Francisco de Assis Figueiredo                                       | –                           | 2 de janeiro de 2019        | [ 146 ]                     |
| Secretaria de Gestão Estratégica e Participativa                                                  | Erno Harzheim                                                       | –                           | 2 de janeiro de 2019        | [ 146 ]                     |
| Secretaria de Vigilância em Saúde                                                                 | Wanderson Kleber de Oliveira                                        | –                           | 2 de janeiro de 2019        | [ 146 ]                     |
| Secretaria de Ciência, Tecnologia e Insumos Estratégicos                                          | Denizar Vianna                                                      | –                           | 2 de janeiro de 2019        | [ 146 ]                     |
| Secretaria Especial de Saúde Indígena                                                             | Marco Antonio Toccolini                                             | –                           | 2 de janeiro de 2019        | [ 146 ]                     |
| Meio Ambiente                                                                                     |                                                                     |                             |                             |                             |
| Secretaria-Executiva do Ministério do Meio Ambiente                                               | Ana Pellini                                                         | –                           | 19 de dezembro de 2018      | [ 150 ]                     |
| Casa Civil                                                                                        |                                                                     |                             |                             |                             |
| Secretaria-Executiva da Casa Civil                                                                | José Vicente Santini                                                | –                           | 9 de abril de 2019          | [ 151 ]                     |
| Subchefe de Ação Governamental da Casa Civil                                                      | Pablo Antonio Fernando Tatim                                        | –                           | 1 de janeiro de 2019        | [ 151 ]                     |
| Chefe do Gabinete Pessoal                                                                         | Pedro Cesar de Souza                                                | –                           | 1 de janeiro de 2019        | [ 151 ]                     |
| Secretário Especial de Relações Governamentais da Casa Civil                                      | Giacomo Romeis Hensel Trento                                        | –                           | 2 de janeiro de 2019        | [ 152 ]                     |
| Assessoria Especial do Presidente da República                                                    | Célio Faria Junior                                                  | –                           | 2 de janeiro de 2019        | [ 153 ]                     |
| Governo                                                                                           |                                                                     |                             |                             |                             |
| Secretaria de Comunicação Social                                                                  | Floriano Peixoto Vieira Neto                                        | –                           | 27 de novembro de 2018      | [ 96 ]                      |
| Secretário-Executivo da Secretaria de Governo da Presidência da República                         | Mauro Biancamano Guimarães                                          | –                           | 1 de janeiro de 2019        | [ 154 ]                     |
| Educação                                                                                          |                                                                     |                             |                             |                             |
| Secretário-Executivo do Ministério da Educação                                                    | Luiz Antônio Tozi                                                   | –                           | 1 de janeiro de 2019        | [ 155 ]                     |
| Secretário-Executivo do Ministério da Educação                                                    | Ricardo Machado Vieira                                              | –                           | 28 de Março de 2019         | [ 156 ]                     |
| Secretário-Executivo do Ministério da Educação                                                    | Antônio Paulo Vogel                                                 | –                           | 10 de Abril de 2020         | [ 157 ]                     |
| Secretário-Executivo do Ministério da Educação                                                    | Victor Godoy Veiga                                                  | –                           | 22 de Julho de 2020         | [ 158 ]                     |
| Secretaria de Regulação e Supervisão da Educação Superior                                         | Marco Antônio Barroso Faria                                         | –                           | 4 de janeiro de 2019        | [ 159 ]                     |
| Secretaria de Regulação e Supervisão da Educação Superior                                         | Silvio José Cecchi                                                  | –                           | 22 de Julho de 2020         | [ 158 ]                     |
| Secretaria de Educação Profissional e Tecnológica                                                 | Alexandro Ferreira de Souza                                         | –                           | 4 de janeiro de 2019        | [ 159 ]                     |
| Secretaria de Educação Profissional e Tecnológica                                                 | Ariosto Antunes Culau                                               | –                           | 22 de Julho de 2020         | [ 158 ]                     |
| Secretaria de Educação Profissional e Tecnológica                                                 | Wandemberg Venceslau Rosendo dos Santos                             | –                           | 29 de Setembro de 2020      | [ 160 ]                     |
| Secretaria de Modalidades Especializadas                                                          | Bernardo Goytacazes de Araújo                                       | PDT                         | 4 de janeiro de 2019        | [ 159 ]                     |
| Secretaria de Modalidades Especializadas                                                          | Ilda Ribeiro Peliz                                                  | –                           | 22 de Agosto de 2019        | [ 161 ]                     |
| Secretaria de Alfabetização                                                                       | Carlos Francisco de Paula Nadalim                                   | –                           | 4 de janeiro de 2019        | [ 159 ]                     |
| Secretaria de Educação Básica                                                                     | Tania Leme de Almeida                                               | –                           | 4 de janeiro de 2019        | [ 159 ]                     |
| Secretaria de Educação Básica                                                                     | Janio Carlos Endo Macedo                                            | –                           | 22 de Julho de 2020         | [ 158 ]                     |
| Secretaria de Educação Básica                                                                     | Ilona Becskeházy                                                    | –                           | 10 de Abril de 2020         | [ 162 ]                     |
| Secretaria de Educação Básica                                                                     | Izabel Lima Pessoa                                                  | –                           | 5 de Agosto de 2020         | [ 163 ]                     |
| Instituto Nacional de Estudos e Pesquisas Educacionais                                            | Marcus Vinicius Rodrigues                                           | –                           | 4 de janeiro de 2019        | [ 159 ]                     |
| Instituto Nacional de Estudos e Pesquisas Educacionais                                            | Alexandre Lopes                                                     | –                           | 16 de Maio de 2019          | [ 164 ]                     |
| Instituto Nacional de Estudos e Pesquisas Educacionais                                            | Danilo Dupas                                                        | –                           | 4 de Março de 2021          | [ 165 ]                     |
| Fundo Nacional de Desenvolvimento à Educação                                                      | Carlos Alberto Decotelli                                            | –                           | 4 de janeiro de 2019        | [ 159 ]                     |
| Fundo Nacional de Desenvolvimento à Educação                                                      | Rodrigo Dias                                                        | PP                          | 30 de Agosto de 2019        | [ 166 ]                     |
| Fundo Nacional de Desenvolvimento à Educação                                                      | Karine Souza                                                        | –                           | 23 de Dezembro de 2019      | [ 167 ]                     |
| Fundo Nacional de Desenvolvimento à Educação                                                      | Marcelo Lopes da Ponte                                              | PP                          | 1 de Junho de 2020          | [ 168 ]                     |
| Coordenação de Aperfeiçoamento de Pessoal de Nível Superior                                       | Anderson Ribeiro Correia                                            | –                           | 4 de janeiro de 2019        | [ 159 ]                     |
| Coordenação de Aperfeiçoamento de Pessoal de Nível Superior                                       | Benedito Aguiar                                                     | –                           | 11 de Fevereiro de 2020     | [ 169 ]                     |
| Empresa Brasileira de Serviços Hospitalares                                                       | Oswaldo de Jesus Ferreira                                           | –                           | 4 de janeiro de 2019        | [ 159 ]                     |
| Secretaria de Educação Superior                                                                   | Mauro Luiz Rabelo                                                   | –                           | 4 de janeiro de 2019        | [ 159 ]                     |
| Secretaria de Educação Superior                                                                   | Arnaldo Barbosa de Lima Junior                                      | –                           | 10 de Abril de 2019         | [ 170 ]                     |
| Secretaria de Educação Superior                                                                   | Wagner Vilas Boas de Souza                                          | –                           | 10 de Fevereiro de 2020     | [ 171 ]                     |
| Infraestrutura                                                                                    |                                                                     |                             |                             |                             |
| Secretário-Executivo do Ministério da Infraestrutura                                              | Marcelo Sampaio Cunha Filho                                         | –                           | 1 de janeiro de 2019        | [ 172 ]                     |
| Secretário-Executivo do Ministério da Infraestrutura                                              | Bruno Eustáquio                                                     | –                           | 6 de Março de 2022          | [ 173 ]                     |
| Minas e Energia                                                                                   |                                                                     |                             |                             |                             |
| Secretário-Executivo do Ministério de Minas e Energia                                             | Marisete Fátima Dadald Pereira                                      | –                           | 1 de janeiro de 2019        | [ 174 ]                     |
| Secretário-Executivo do Ministério de Minas e Energia                                             | Hailton Madureira de Almeida                                        | –                           | 1 de Julho de 2022          | [ 175 ]                     |
| Desenvolvimento Regional                                                                          |                                                                     |                             |                             |                             |
| Secretário-Executivo do Ministério do Desenvolvimento Regional                                    | Antonio Carlos Paiva Futuro                                         | –                           | 1 de janeiro de 2019        | [ 176 ]                     |
| Secretário-Executivo do Ministério do Desenvolvimento Regional                                    | Claúdio Xavier Seefelder Filho                                      | –                           | 13 de Fevereiro de 2020     | [ 177 ]                     |
| Secretário-Executivo do Ministério do Desenvolvimento Regional                                    | Hélder Melillo                                                      | –                           | 11 maio de 2021             | [ 178 ]                     |
| Controladoria-Geral da União                                                                      |                                                                     |                             |                             |                             |
| Secretário-Executivo da Controladoria-Geral da União                                              | José Marcelo Castro de Carvalho                                     | –                           | 1 de janeiro de 2019        | [ 176 ]                     |
| Advocacia-Geral da União                                                                          |                                                                     |                             |                             |                             |
| Adjunto do Advogado-Geral da União                                                                | Fabrício da Soller                                                  | –                           | 4 de janeiro de 2019        | [ 179 ]                     |
| Adjunto do Advogado-Geral da União                                                                | Sérgio Guizzo Dri                                                   | –                           | 3 de Julho de 2020          | [ 180 ]                     |
| Adjunto do Advogado-Geral da União                                                                | Vládia Pompeu Silva                                                 | –                           | 2 de Setembro de 2020       | [ 181 ]                     |
| Secretário-Geral de Administração da Advocacia-Geral                                              | Márcio Bastos Medeiros                                              | –                           | 4 de janeiro de 2019        | [ 179 ]                     |
| Secretário-Geral de Administração da Advocacia-Geral                                              | Iêda Aparecida                                                      | –                           | 26 de Maio de 2020          | [ 182 ]                     |
| Departamento de Assuntos Jurídicos Internos                                                       | Paulo Henrique Kuhn                                                 | –                           | 4 de janeiro de 2019        | [ 179 ]                     |
| Banco Central                                                                                     |                                                                     |                             |                             |                             |
| Conselho de Controle de Atividades Financeiras                                                    | Roberto Leonel                                                      | –                           | 30 de novembro de 2018      | [ 73 ]                      |
| Conselho de Controle de Atividades Financeiras                                                    | Ricardo Liáo                                                        | –                           | 22 de Agosto de 2019        | [ 183 ]                     |
| Outras Pastas                                                                                     |                                                                     |                             |                             |                             |
| Secretaria de Aviação Civil                                                                       | Ronei Glanzmann                                                     | –                           | 28 de dezembro de 2018      | [ 184 ]                     |
| Secretaria Especial da Cultura                                                                    | Regina Duarte                                                       | –                           | 29 de janeiro de 2020       | [ 185 ]                     |
| Secretaria Especial da Cultura                                                                    | Mário Frias                                                         | PL                          | 20 de junho de 2020         | [ 186 ]                     |
| Secretaria Especial da Cultura                                                                    | Hélio Ferraz                                                        | –                           | 31 de Março de 2022         | [ 187 ]                     |

## Aprovação no Senado
Alguns cargos, segundo a Constituição Federal (Art. 52), como de Chefes de Missões Diplomáticas, Ministros do Supremo Tribunal Federal, Superior Tribunal de Justiça, Presidente do Banco Central do Brasil, entre outros, precisam de ser sabatinados e posteriormente aprovados pela Comissão correspondente e pelo plenário do Senado Federal.
| Comissão de Assuntos Econômicos (CAE)                                | Comissão de Assuntos Econômicos (CAE) | Comissão de Assuntos Econômicos (CAE) | Comissão de Assuntos Econômicos (CAE) | Comissão de Assuntos Econômicos (CAE) | Comissão de Assuntos Econômicos (CAE)      | Comissão de Assuntos Econômicos (CAE) | Comissão de Assuntos Econômicos (CAE) | Comissão de Assuntos Econômicos (CAE) |
| Cargo                                                                | Nome                                  | Data da Indicação                     | Data da Sabatina                      | Data da votação na Comissão do Senado | Resultado da Votação na Comissão do Senado | Data da Votação no Plenário           | Resultado da Votação no Plenário      |                                       |
| -------------------------------------------------------------------- | ------------------------------------- | ------------------------------------- | ------------------------------------- | ------------------------------------- | ------------------------------------------ | ------------------------------------- | ------------------------------------- | ------------------------------------- |
| Presidente do Banco Central                                          | Roberto Campos Neto                   | 16 de novembro de 2018                | 26 de fevereiro de 2019               | 26 de fevereiro de 2019               | 26 x 0                                     | 26 de fevereiro de 2019               | 55 x 6                                |                                       |
| Diretoria do Banco Central                                           | Bruno Serra Fernandes                 | 19 de fevereiro de 2019               | 26 de fevereiro de 2019               | 26 de fevereiro de 2019               | 26 x 0                                     | 26 de fevereiro de 2019               | 51 x 3                                |                                       |
| Diretoria do Banco Central                                           | João Manoel Pinho de Melo             | 19 de fevereiro de 2019               | 26 de fevereiro de 2019               | 26 de fevereiro de 2019               | 26 x 0                                     | 26 de fevereiro de 2019               | 53 x 3                                |                                       |
| Presidente da Comissão de Valores Mobiliados                         | Flávia Martins Sant'Anna Perlingeiro  | 19 de fevereiro de 2019               | 26 de fevereiro de 2019               | 26 de fevereiro de 2019               | 26 x 0                                     | 26 de fevereiro de 2019               | 56 x 6                                |                                       |
| Superintendente-geral do Conselho Administrativo de Defesa Econômica | Alexandre Cordeiro                    | –                                     | 1 de outubro de 2019                  | 1 de outubro de 2019                  | 20 x 1                                     | 2 de outubro de 2019                  | 56 x 5                                |                                       |
| Procurador-chefe do Cade                                             | Walter de Agra Júnior                 | –                                     | 1 de outubro de 2019                  | 1 de outubro de 2019                  | 20 x 1                                     | 1 de outubro de 2019                  | 56 x 8                                |                                       |
| Conselheiro do Cade                                                  | Luiz Augusto Azevedo Hoffmann         | –                                     | 24 de setembro de 2019                | 24 de setembro de 2019                | 19 x 2                                     | 2 de outubro de 2019                  | 51 x 12                               |                                       |
| Conselheira do Cade                                                  | Lenisa Rodrigues Prado                | –                                     | 24 de setembro de 2019                | 24 de setembro de 2019                | 17 x 4                                     | 1 de outubro de 2019                  | 44 x 19                               |                                       |
| Conselheiro do Cade                                                  | Sérgio Costa Ravagnani                | –                                     | 24 de setembro de 2019                | 24 de setembro de 2019                | 20 x 1                                     | 1 de outubro de 2019                  | 49 x 11                               |                                       |
| Conselheiro do Cade                                                  | Luis Henrique Bertolino               | –                                     | 24 de setembro de 2019                | 24 de setembro de 2019                | 20 x 1                                     | 1 de outubro de 2019                  | 47 x 14                               |                                       |
| Ministro do Tribunal de Contas da União                              | Jorge Oliveira                        | 7 de outubro de 2020                  | 20 de outubro de 2020                 | 20 de outubro de 2020                 | 23 x 3                                     | 20 de outubro de 2020                 | 53 x 7                                |                                       |

| Comissão de Relações Exteriores e Defesa Nacional (CRE) | Comissão de Relações Exteriores e Defesa Nacional (CRE) | Comissão de Relações Exteriores e Defesa Nacional (CRE) | Comissão de Relações Exteriores e Defesa Nacional (CRE) | Comissão de Relações Exteriores e Defesa Nacional (CRE) | Comissão de Relações Exteriores e Defesa Nacional (CRE) | Comissão de Relações Exteriores e Defesa Nacional (CRE) | Comissão de Relações Exteriores e Defesa Nacional (CRE) | Comissão de Relações Exteriores e Defesa Nacional (CRE) |
| Cargo                                                   | Nome                                                    | Data da Indicação                                       | Data da Sabatina                                        | Data da votação na Comissão do Senado                   | Resultado da Votação na Comissão do Senado              | Data da Votação no Plenário                             | Resultado da Votação no Plenário                        |                                                         |
| ------------------------------------------------------- | ------------------------------------------------------- | ------------------------------------------------------- | ------------------------------------------------------- | ------------------------------------------------------- | ------------------------------------------------------- | ------------------------------------------------------- | ------------------------------------------------------- | ------------------------------------------------------- |
| Embaixador do Brasil na República Islâmica do Paquistão | Olyntho Vieira                                          | 10 de dezembro de 2019                                  | 14 de março de 2019                                     | 14 de março de 2019                                     | 10x0                                                    | 26 de março de 2019                                     | 69x1                                                    |                                                         |
| Embaixador no Brasil na Itália                          | Hélio Ramos Filho                                       | 12 de maio de 2019                                      | 22 de maio de 2019                                      | 22 de maio de 2019                                      | 14x0                                                    | 4 de junho de 2019                                      | 64x1                                                    |                                                         |
| Embaixador do Brasil no Egito                           | Antonio Patriota                                        | 23 de abril de 2019                                     | 12 de junho de 2019                                     | 12 de junho de 2019                                     | 10x0                                                    | 12 de junho de 2019                                     | 64x2                                                    |                                                         |
| Embaixador do Brasil na Jordânia                        | Ruy Pacheco Amaral                                      | 2 de maio de 2019                                       | 12 de junho de 2019                                     | 12 de junho de 2019                                     | 10x0                                                    | 12 de junho de 2019                                     | 54x2                                                    |                                                         |
| Embaixador do Brasil na CPLP                            | Pedro Brêtas Bastos                                     | -                                                       | 22 de maio de 2019                                      | 22 de maio de 2019                                      | 14x0                                                    | 18 de junho de 2019                                     | 56x2                                                    |                                                         |
| Embaixador do Brasil na UNESCO                          | Santiago Irazabal                                       | 11 de abril de 2019                                     | 18 de junho de 2019                                     | 18 de junho de 2019                                     | -                                                       | 18 de junho de 2019                                     | 48x0                                                    |                                                         |
| Embaixador do Brasil no Vaticano                        | Henrique Sardinha                                       | -                                                       | 22 de maio de 2019                                      | 22 de maio de 2019                                      | -                                                       | 18 de junho de 2019                                     | 47x0                                                    |                                                         |
| Embaixador do Brasil em Portugal                        | Carlos Alberto Magalhães                                | 11 de abril de 2019                                     | 19 de junho de 2019                                     | 19 de junho de 2019                                     | 12x0                                                    | 25 de junho de 2019                                     | 56x1                                                    |                                                         |
| Embaixador do Brasil na França                          | Luís Fernando Serra                                     | 25 de março de 2019                                     | 19 de junho de 2019                                     | 19 de junho de 2019                                     | 12x0                                                    | 25 de junho de 2019                                     | 62x1                                                    |                                                         |
| Embaixador do Brasil no Paraguai                        | Flávio Soares Damico                                    | 11 de abril de 2019                                     | 27 de junho de 2019                                     | 28 de junho de 2019                                     | 10x0                                                    | 6 de agosto de 2019                                     | 50x5                                                    |                                                         |
| Embaixador do Brasil na ONU                             | Ronaldo Costa Filho                                     | 11 de abril de 2019                                     | 12 de setembro de 2019                                  | 12 de setembro de 2019                                  | 10x0                                                    | 18 de setembro de 2019                                  | 49x2                                                    |                                                         |
| Embaixador do Brasil no Catar                           | Luiz Alberto Machado                                    | 2 de maio de 2019                                       | 9 de julho de 2019                                      | 9 de julho de 2019                                      | 11x0                                                    | 13 de agosto de 2019                                    | 61x2                                                    |                                                         |
| Embaixador do Brasil na Grécia                          | Robeto Abdalla                                          | 2 de maio de 2019                                       | 9 de julho de 2019                                      | 9 de julho de 2019                                      | 11x0                                                    | 13 de agosto de 2019                                    | 49x2                                                    |                                                         |

| Procurador-Geral da República            | Augusto Aras           | 5 de setembro de 2019 | 25 de setembro de 2019 | 25 de setembro de 2019 | 23x3   | 25 de setembro de 2019 | 68 x 10 |
| Ministro do Supremo Tribunal Federal     | Kassio Nunes Marques   | 1 de outubro de 2020  | 21 de outubro de 2020  | 21 de outubro de 2020  | 22 x 5 | 21 de outubro de 2020  | 57 x 10 |
| Ministro do Supremo Tribunal Federal     | André Mendonça         | 12 de julho de 2021   | 1 de dezembro de 2021  | 1 de dezembro de 2021  | 18 x 9 | 1 de dezembro de 2021  | 47 x 32 |
| Ministro do Superior Tribunal de Justiça | Messod Azulay          | 1 de agosto de 2022   | 22 de novembro de 2022 | 22 de novembro de 2022 | 27 x 0 | 22 de novembro de 2022 | 61 x 0  |
| Ministro do Superior Tribunal de Justiça | Paulo Sérgio Domingues | 1 de agosto de 2022   | 22 de novembro de 2022 | 22 de novembro de 2022 | 26 x 1 | 22 de novembro de 2022 | 57 x 2  |